# Gernot Klemm

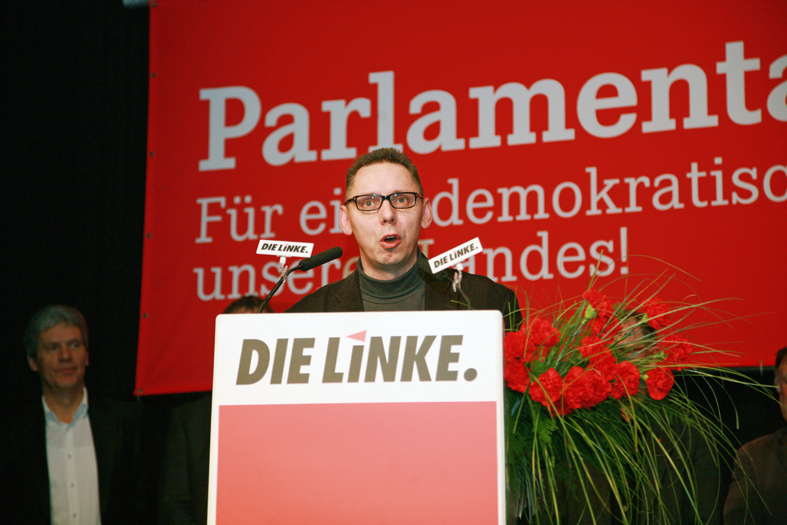
Gernot Klemm, 2. Parlamentariertag der Partei Die Linke, 16./17. Februar 2012 in Kiel

Gernot Klemm (* 26. Januar 1965 in Ost-Berlin) ist ein deutscher Politiker (Die Linke). Von 1995 bis 2006 und von 2009 bis 2011 war er Mitglied des Abgeordnetenhauses von Berlin. Von 2011 bis 2021 war Klemm Bezirksstadtrat im Bezirk Treptow-Köpenick, seit Januar 2015 auch stellvertretender Bezirksbürgermeister.

## Leben

### Studium und Beruf
Nach Polytechnischer Oberschule und Berufsausbildung mit Abitur, die er im Jahr 1984 abschloss, war Klemm als Facharbeiter für Eisenbahntechnik und dann als Streckenmeister tätig. Zwischen 1988 und 1990 leistete er seinen Grundwehrdienst bei der Bereitschaftspolizei in Basdorf. Von 1990 bis 1991 war er Polizist in Berlin. 1992 nahm er ein Studium der Politikwissenschaft an der Universität Potsdam auf, das er 1997 als Diplom-Politologe abschloss.

### Politik
Klemm wurde 1983 Mitglied der SED. Von 1991 bis 1992 gehörte er dem Berliner PDS-Landesvorstand an. Von 1994 bis 2000 war er Bezirksvorsitzender der PDS-Weißensee und von 2000 bis 2008 Bezirksvorsitzender der PDS bzw. der Linken im Bezirk Pankow.
Von 1990 bis 1992 gehörte Klemm der Bezirksverordnetenversammlung (BVV) in Köpenick an, von 1992 bis 1995 der in Weißensee. Von November 1995 bis Oktober 2006 war er Mitglied des Abgeordnetenhauses von Berlin. Von Dezember 2006 bis Ende 2011 war er Koordinator der Fraktionsvorsitzendenkonferenz der Linken. Am 2. November 2009 zog er als Nachrücker für den in den Bundestag gewählten Stefan Liebich wieder in das Abgeordnetenhaus ein und war dort wirtschaftspolitischer Sprecher der Linksfraktion bis zu seinem Ausscheiden Ende 2011.
Am 15. Dezember 2011 wurde er von der BVV Treptow-Köpenick zum Stadtrat für Jugend gewählt. Mit Übernahme der Leitung des dortigen Ordnungsamtes im März 2013 wurde er Stadtrat für Jugend und öffentliche Ordnung im Bezirksamt Treptow-Köpenick und ist zudem Aufsichtsführender des Kindertagesstättenbetriebs Süd-Ost von Berlin. Am 9. November 2014 wurde er in den Landesvorstand der Berliner Linken gewählt.
Am 29. Januar 2015 wurde er von der BVV Treptow-Köpenick zum stellvertretenden Bezirksbürgermeister gewählt und zum Stadtrat für Arbeit, Soziales und Gesundheit bestellt. Sein bisheriges Referat übernahm Michael Grunst (Die Linke).
Klemm trat zu den BVV-Wahlen 2021 nicht mehr als Kandidat für das Stadtratsmandat an, kandidierte aber auf der Liste der Linken in Treptow-Köpenick für die BVV. Nachdem er 2021 einzog, schied er 2023 mit der Wiederholungswahl aus der BVV Treptow-Köpenick aus.